# Glyphicnemis watanabei
Glyphicnemis watanabei là một loài tò vò trong họ Ichneumonidae.